# Metastelma mirifolium
Metastelma mirifolium är en oleanderväxtart som beskrevs av Henry Allan Gleason och Moldenke. Metastelma mirifolium ingår i släktet Metastelma och familjen oleanderväxter. Inga underarter finns listade i Catalogue of Life.